# 怒江柃
怒江柃（学名：Eurya tsaii）为山茶科柃木属下的一个种。